# Ecliptopera theonoe
Ecliptopera theonoe är en fjärilsart som beskrevs av Thierry-mieg 1916. Ecliptopera theonoe ingår i släktet Ecliptopera och familjen mätare. Inga underarter finns listade i Catalogue of Life.